# Jakob Busk
Jakob Busk Jensen (Copenaghen, 12 settembre 1993) è un calciatore danese, portiere dell'Hoffenheim in prestito dal SønderjyskE.

## Carriera

### Club

#### Copenaghen e Horsens
Busk ha cominciato la carriera professionistica con la maglia del Copenaghen. Ha esordito nella Superligaen in data 16 maggio 2013, schierato titolare nella sconfitta per 1-0 sul campo del Randers. Nella stessa stagione, ha vinto il campionato.
Il 27 giugno 2014, è passato all'Horsens con la formula del prestito fino al 31 dicembre dello stesso anno. Ha debuttato in 1. Division in occasione del pareggio per 1-1 sul campo del Viborg.

#### Sandefjord
Il 19 gennaio 2015 è passato in prestito ai norvegesi del Sandefjord per l'intera stagione.

### Nazionale
Ha giocato nella nazionale danese Under-19.
Busk ha esordito per la Danimarca under 21, nella vittoria per 2-0 sulla Norvegia.

## Statistiche

### Presenze e reti nei club
Statistiche aggiornate al 15 gennaio 2016.
| Stagione          | Club              | Campionato        | Campionato | Campionato | Coppe nazionali | Coppe nazionali | Coppe nazionali | Coppe continentali | Coppe continentali | Coppe continentali | Supercoppe | Supercoppe | Supercoppe | Totale | Totale |
| Stagione          | Club              | Comp              | Pres       | Reti       | Comp            | Pres            | Reti            | Comp               | Pres               | Reti               | Comp       | Pres       | Reti       | Pres   | Reti   |
| ----------------- | ----------------- | ----------------- | ---------- | ---------- | --------------- | --------------- | --------------- | ------------------ | ------------------ | ------------------ | ---------- | ---------- | ---------- | ------ | ------ |
| 2012-2013         | Copenaghen        | SL                | 1          | -1         | CD              | 0               | 0               | UEL                | 0                  | 0                  | -          | -          | -          | 1      | -1     |
| 2013-2014         | Copenaghen        | SL                | 3          | -7         | CD              | 2               | -4              | UCL                | 0                  | 0                  | -          | -          | -          | 5      | -11    |
| Totale Copenaghen | Totale Copenaghen | Totale Copenaghen | 4          | -8         |                 | 2               | -4              |                    | 0                  | 0                  |            | -          | -          | 6      | -12    |
| lug.-dic. 2014    | Horsens           | 1D                | 17         | -22        | CD              | 1               | -7              | -                  | -                  | -                  | -          | -          | -          | 18     | -29    |
| 2015              | Sandefjord        | ES                | 14         | -32        | CN              | 1               | 0               | -                  | -                  | -                  | -          | -          | -          | 15     | -32    |
| gen.-giu. 2016    | Union Berlino     | 2L                | 0          | 0          | CG              | -               | -               | -                  | -                  | -                  | -          | -          | -          | 0      | 0      |
| Totale            | Totale            | Totale            | 35         | -62        |                 | 4               | -11             |                    | 0                  | 0                  |            | -          | -          | 39     | -73    |

## Palmarès

### Club

#### Competizioni nazionali
- Campionato danese: 1

Copenaghen: 2012-2013